# Temps era temps (Star Trek: Voyager)
"Temps era temps" (títol original en anglès "Time and Again") és el quart episodi de la primera temporada de la sèrie de televisió de ciència-ficció estatunidenca Star Trek: Voyager. Fou dirigit per Les Landau en base a un guió de Michael Piller i David Kemper. Aquest episodi es va emetre a UPN el 30 de gener de 1995.
La Voyager, comandada per la capitana Kathryn Janeway, és colpejada per una ona expansiva provinent d'un sistema solar proper i va a investigar. En arribar, teleporten un equip d'aterratge a la superfície d'un planeta on s'ha originat l'ona.

## Argument
Mentre el tinent Tom Paris pressiona l'alferes Harry Kim perquè tingui una cita amb les germanes Delaney de la cartografia estel·lar, la «Voyager» és impactada per una detonació «pol·làrica» d'un planeta proper. En arribar, descobreixen que la població del planeta ha estat completament eliminada. Un equip de desembarcament, incloent-hi la capitana Kathryn Janeway i el tinent Tom Paris, es transporta a la superfície i calcula a partir de les ruïnes que l'explosió només va ocórrer un dia abans. S'han deixat signes d'anomalies temporals al seu pas. Janeway i Paris queden atrapats en una, trobant-se al planeta el dia abans de l'explosió. Integrant-se ràpidament a la població general, descobreixen que la civilització del planeta funciona amb una forma volàtil d'energia coneguda com a energia "polàrica", una opció que ha rebut algunes protestes. Janeway i Paris es veuen atrapats amb un grup de sabotejadors que amenacen amb comprometre una de les centrals elèctriques polàriques. L'estrany equipament de la Flota Estel·lar de Janeway i Paris fa creure als sabotejadors que són infiltrats, de manera que confisquen l'equipament, presenten el seu pla de sabotatge i obliguen Janeway i Paris a acompanyar-los a la central elèctrica.
Mentrestant, un dia en el futur, la naixent habilitat psíquica de Kes li permet identificar que Janeway i Paris han tornat al passat.Els oficials superiors restants de la «Voyager» desenvolupen un mètode per crear una bretxa de curta durada amb el passat a través de la qual esperen evacuar Janeway i Paris.
Els sabotejadors utilitzen Janeway i Paris com a diversió per permetre'ls accedir a la planta polàriques, durant la qual Paris és ferit de tret. Quan comencen el seu sabotatge, la tripulació de la «Voyager» inicia l'esquerda. Janeway reconeix que és l'esquerda la que, si no es tanca, desencadenarà la detonació que matarà tota la vida al planeta. Els sabotejadors permeten a Janeway utilitzar el seu faser per forçar el tancament de l'esquerda, canviant el futur.
Els esdeveniments tornen a l'inici de l'episodi: la «Voyager» detecta el planeta proper, ple d'una civilització pre-curvatura que utilitza energia polàrica. La Kes apareix al pont, preocupada per una sensació de déjà vu, però s'alleuja en veure que la civilització del planeta està viva i bé. D'acord amb la Primera Directiva, la «Voyager» s'absté de comunicar-s'hi i continua el seu viatge de tornada a casa.

## Actors convidats
- Nicolas Surovy - Pe'Nar Makull
- Joel Polis - Ny Terla
- Brady Bluhm - Latika
- Ryan MacDonald - Botiguer
- Jerry Spicer - Guàrdia
- Steve Vaught - Oficial

## Producció
Les escenes d'aquest episodi es van filmar a la Tillman Water Reclamation Plant a Califòrnia, que ha estat un lloc de rodatge popular per a la franquícia Star Trek.

## Recepció
Els crítics Lance Parkin i Mark Jones van observar amb decepció la similitud entre aquest episodi i l'anterior, "Paral·laxi", que també es basa en gran manera en tecnoxerrameca i implica una situació similar: una anomalia temporal en què la tripulació està atrapada i de la qual ells mateixos són responsables sense saber-ho.
Den of Geek va destacar "Temps era temps" per la seva trama de viatge en el temps i la va descriure com "...segons els números, però perfectament útil..."
El 2015, el lloc web Trek Today va revisar l'episodi i va concloure: "'Temps era temps' acaba semblant una pèrdua de temps i energia".
El 2017, Netflix va anunciar que "Temps era temps" era un dels sis episodis de Star Trek: Voyager.  entre els deu episodis més revisats de la franquícia Star Trek del seu servei de streaming, basat en dades des que la franquícia es va afegir a Netflix el 2011.
Den of Geek va suggerir "Temps era temps" per a una guia de marató centrada en els episodis de Star Trek: Voyager que incloïen viatges en el temps.
El 2020, Tor.com li va donar un cinc sobre deu. Keith DeCandido el va trobar una bona i força emocionant història de viatges en el temps. El fet que l'intent de salvar Janeway i Paris desencadeni el desastre que van trobar va ser un gir interessant. Tanmateix, DeCandido va trobar molt decebedor que el desastre simplement s'hagués revertit. Va considerar que aquesta era una oportunitat perduda per enfrontar la tripulació amb les conseqüències de la seva intervenció.
El 2021, un crític de Screen Rant va ser en general positiu sobre els vestits de ratlles taronges, però es va sentir incòmode amb tants personatges que els portaven, comentant "quan tothom a tot el planeta porta el mateix exactament samarretes de ratlles taronges? Això es torna estrany", i va suggerir una major varietat de vestuari.